# 佐野一夫
佐野 一夫（さの かずお、1927年2月16日 - 2001年12月6日）は、日本の経営者。小野薬品工業社長、会長を務めた。大阪府出身。

## 経歴
1950年3月に小野薬品工業に入社し、1951年には京都大学法学部を卒業。1974年7月に取締役に就任し、1981年2月に常務、1983年2月に専務を経て、1985年4月に副社長に就任し、1986年2月には社長に昇格。1993年6月に会長に就任。
1992年11月に藍綬褒章を受章し、2000年11月に勲三等瑞宝章を受章。
2001年12月6日心不全のために死去。74歳没。